# Schizothorax labiatus
Schizothorax labiatus és una espècie de peix d'aigua dolça de la família dels ciprínids i de l'ordre dels cipriniformes de l'l'Índia, el Nepal, el Pakistan, Afganistan i Tibet.
Els adults poden assolir els 30 cm de longitud.